# Take My Hand
《Take My Hand》是中國歌手譚維維於2016年5月18日發佈的歌曲，歌曲為美國電影《X戰警：天啟》的中國區宣傳推廣曲。

## 其他版本

### 《冬藏》
- 錯過 (Take My Hand 中文版) —— 3:29

## 製作名單
名單來源：蝦米音樂 
- 譚維維 – 人聲、作曲
- Julian Emery – 作曲、編曲
- 劉迦寧 – 作曲
- Dominic Craik – 作曲
- 尹約 – 作詞

## 現場演出
2016年5月19日，譚維維在電影《X戰警：天啟》在京舉辦的主創粉絲見面會現場獻唱《Take My Hand》。2018年7月22日，譚維維在2018第四屆成龍國際動作電影週閉幕式暨頒獎典禮以表演嘉賓身份獻唱《X戰警：天啟》中國區宣傳推廣曲《Take My Hand》。